# Стабрук (Джорджтаун)
Стабрук (англ. Stabroek) — один из старейших приходов Джорджтауна, столицы Гайаны. В 1784—1812 годы Стабрук был названием всего города.

## История
Город был основан в 1782 году во время краткой оккупации французами голландской колонии Демерара. Первоначальное название города, данное французами, было Лоншан (фр. Longchamps). В 1784 году город получил название Старбрук в честь Николаса Гельвинка (1732—1787), лорда Стабрука и тогдашнего президента Голландской Вест-Индской компании. В 1812 году название города снова изменилось, когда под британским правлением он получил нынешнее название Джорджтаун. В настоящее время название Старбрук сохранилось за городским приходом размером 0,4 км шириной и 1,6 км длиной.
Старое название города отражено в главном рынке Джорджтауна, Стабрукский рынок, который существовал на его нынешнем месте или около него с XVIII века, и в газете Stabroek News, основанной в 1986 году.

## Описание
Стабрук вытянут с запада на восток. С севера район граничит с районами Джоржтауна — Лейситаун, Альберттаун и Куинстаун, с юга — Уэрк-ан-Раст и Уортменвил. Главная улица Стабрука Брикдам-стрит была отделана кирпичом и сделана из обожжённой земли до 1921 года, когда она была вымощена по поводу прибытия принца Уэльского. Верхняя часть Брикдам-стрит была ранее обсажена пальмами. Многие короткие улицы, идущие с севера на юг были изначально пронумерованы, но позже получили названия в честь видных людей города.

## Примечательные здания
В Стабруке находятся многие примечтельные здания Джоржтауна:
- Здание парламента Гайаны, построено в 1834 году для законодательного комитета Суда по политическим вопросам Британской Гвианы. Одно из двух купольных зданий в Джорджтауне. Перед зданием стоят две пушки, которые использовались во время Крымской войны, и статуя Губерта Натаниэля Кричлоу (1884—1958), отца-основателя профсоюзного движения в Гайане.
- Кирк Святого Андрея, старейшая действующая церковь Джоржтауна. Основана в 1811 году как нидерландская реформатская церковь, но была выкуплена шотландской пресвитерианской церковью и открыта в 1818 году.
- Джорджтаунский магистратский суд, построен в 1897 году как расширение для размещения судебного разбирательства. Чугунные декоративные элементы расположены над дверями и главным входом.
- Колледж Святого Станислава, первая католическая школа в Гайане, была открыта 1 мая 1866 года на острове Лангтон. В первые годы была известна как гимназия Св. Станислава и занимала различные места. В 1907 году название было изменено на колледж Св. Станислава и перенесена на Брикдам-стрит. Первоначальная часть нынешнего здания восходит к 1928 году. В 1954 году было добавлено еще одно крыло, а в ноябре 1973 года было добавлено крыло Хопкинсона.
- Дом Демико, одно из старейших зданий города, принадлежит банку Banks DIH. Здание было приобретено братьями д’Агиар в 1893 году и преобразовано в бар в 1896 году, а в 1972 году — в гостиницу.
- Стабрукский рынок, одно из самых характерных зданий города, построенный из стали в 1881 году.
- Китайская ассоциация была основана в 1920 году. Здание привлекает элегантным стилем крыши и колоннами, которые украшают главный вход в здание.
- Королевский дом, построенный около 1909 года, был резиденцией первых губернаторов Гайаны. В настоящее время здесь находится офис Министерства внутренних дел.
- Полицейский участок Брикдам, центральный полицейский участок Джорджтауна, занимает целый квартал. Главное здание было спроектировано и построено Сезаром Кастеллани. Декоративный чугун и флюгер на крыше являются одними из главных архитектурных особенностей здания.
- Министерство сельского хозяйства Гайаны.
- Собор Непорочного Зачатия, или Брикдамский собор. Главная католическая церковь Гайаны, построена в 1920-х годах Леонардом Стоуксом.
- Памятник «1763» на площади Революции символизирует народного героя Каффи, боровшегося за освобождение порабощённых. Памятник 1976 года окружён небольшим садом. Он был описан британской художницей Обри Уильямс как «Величайшая стоящая скульптура Карибов». Он стал первой бронзовой скульптурой в Гайане. Фигура была разделена на секции и отлита в бронзовые формы, которые затем были приварены друг к другу.

## Галерея
- Парламент Гайаны
- Стабрукский рынок
- Брикдамский собор
- Монумент «1763» («Каффи»)